# Miss USA 2020
Miss USA 2020 fue la 69.ª edición del certamen Miss USA correspondiente al año 2020; la cual se realizó el 9 de noviembre en Graceland en Memphis, Tennessee. Candidatas provenientes de los 50 estados del país y el Distrito de Columbia compitieron por el título. Al final del evento, Cheslie Kryst, Miss USA 2019 de Carolina del Norte coronó a Asya Branch de Missisipi como su sucesora.

## Resultados
| Posiciones        | Candidata |
| ----------------- | --- |
| Miss USA 2020     | - Misisipi - Asya Branch |
| Primera finalista | - Idaho - Kimberly Layne |
| Segunda finalista | - Oklahoma - Mariah Jane Davis |
| Tercera finalista | - Indiana - Alexis Lete |
| Cuarta finalista  | - Alabama - Kelly Hutchinson |
| Top 10            | - California - Allyshia Gupta - Hawái - Samantha Neyland - Illinois - Olivia Pura - Nueva Jersey - Gina Mellish - Nueva York - Andreia Gibau                                        |
| Top 16            | - Distrito de Columbia - Cierra Jackson - Georgia - Alyssa Beasley - Luisiana - Mariah Clayton - Misuri - Megan Renee Kelly - Ohio - Sthephanie Miranda - Nevada - Victoria Olona § |

§ Votada en la Internet para completar el Top 16

## Áreas de competencia

### Comité de Selección
- Carolyn Aronson - empresaria, estilista y filántropa.
- Lynnette Cole - Miss USA 2000
- Abby Hornacek - periodista y personalidad de los medios.
- Gloria Mayfield Banks - abogada, escritora y directora de la firma cosmética Mary Kay
- Kimberly Pressler - periodista; Miss USA 1999
- Susan Yara - celebridad de Internet e influenciadora.

## Relevancia histórica del concurso

### Resultados
- Misisipi gana por primera vez el título, convirtiéndose en el 36.º estado en ganar el título de Miss USA.
- Idaho obtiene el puesto de Primera Finalista por segunda vez. La última vez fue en 1997.
- Oklahoma obtiene el puesto de Segunda Finalista por segunda vez, repitiendo posición con respecto al año anterior.
- Indiana obtiene el puesto de Tercera Finalista por segunda vez. La última vez fue en 1978.
- Alabama obtiene el puesto de Cuarta Finalista por segunda vez. La última vez fue en 1961.
- Distrito de Columbia, Hawái, Luisiana, Ohio, Oklahoma y Nevada repiten clasificación a semifinales.
- Nevada clasifica por tercer año consecutivo.
- Distrito de Columbia, Hawái, Luisiana, Ohio y Oklahoma clasifican por segundo año consecutivo.
- California, Georgia y Nueva Jersey clasificaron por última vez en 2018.
- Illinois, Misuri y Nueva York clasificaron por última vez en 2017.
- Alabama clasificó por última vez en 2016.
- Indiana clasificó por última vez en 2014.
- Misisipi clasificó por última vez en 2010.
- Idaho clasificó por última vez en 2009.
- Carolina del Norte, Florida y Maryland rompen una racha de clasificaciones que mantenían desde 2018.

### Otros datos significativos
- Tennessee fue sede de Miss USA por segunda vez en la historia. La primera vez fue en 1983.
- Graceland albergó por primera vez el evento.
- Se implementó el formato de 16 semifinalistas que fue usado por última vez en 2012.
- Regresa el formato de 5 finalistas que fue usado por última vez en el año 2015.

## Candidatas
51 candidatas participaron en el certamen:
(En la tabla se utiliza su nombre completo, los sobrenombres van entrecomillados y los apellidos utilizados como nombre artístico, entre paréntesis; fuera de ella se utilizan sus nombres «artísticos» o simplificados).
| Estado/Territorio    | Candidata                        | Edad | Estadura            | Residencia       |
| -------------------- | -------------------------------- | ---- | ------------------- | ---------------- |
| Alabama              | Kelly Elaine Hutchinson          | 21   |                     | Auburn           |
| Alaska               | Hannah Carlile                   | 25   |                     | Fairbanks        |
| Arizona              | Yesenia Vidales Islas            | 23   | 5 ft 8 in (1.73 m)  | Phoenix          |
| Arkansas             | Haley Rose Pontius               | 23   | 5 ft 8 in (1.73 m)  | Conway           |
| California           | Allyshia Francesca Ma. Gupta     | 23   | 5 ft 8 in (1.73 m)  | Hollywood        |
| Carolina del Norte   | Jane Madison Axhoj               | 21   | 5 ft 10 in (1.78 m) | Waxhaw           |
| Carolina del Sur     | Hannah Jane Curry                | 20   |                     | Greenville       |
| Colorado             | Emily Rose DeMure                | 21   | 6 ft 1 in (1.85 m)  | Boulder          |
| Connecticut          | Chelsea Kathleen Demby           | 23   | 5 ft 5 in (1.65 m)  | Farmington       |
| Dakota del Norte     | Macy Marie Christianson          | 23   |                     | Burlington       |
| Dakota del Sur       | Kalani Jorgensen                 | 25   |                     | Sioux Falls      |
| Delaware             | Katherine «Katie» Guevarra       | 27   |                     | Middletown       |
| Distrito de Columbia | Cierra Dena'e Jackson            | 28   |                     | Washington D. C. |
| Florida              | Monique Elyse Evans              | 28   | 5 ft 7 in (1.70 m)  | Naples           |
| Georgia              | Alyssa Brooke Beasley            | 21   | 5 ft 5 in (1.65 m)  | Brunswick        |
| Hawái                | Samantha Neyland                 | 23   | 5 ft 8 in (1.73 m)  | Honolulu         |
| Idaho                | Kimberly «Kim» Layne             | 26   |                     | Nampa            |
| Illinois             | Olivia Natalia Pura              | 21   | 5 ft 10 in (1.78 m) | Deer Park        |
| Indiana              | Alexis Nicole Lete               | 23   | 6 ft 1 in (1.85 m)  | New Albany       |
| Iowa                 | Morgan Kofoid                    | 22   | 5 ft 7 in (1.70 m)  | Leon             |
| Kansas               | Hayden Brax                      | 20   |                     | Kansas City      |
| Kentucky             | Alexis «Lexie» Marie Iles        | 22   | 5 ft 4 in (1.63 m)  | Louisville       |
| Luisiana             | Mariah Michelle Clayton          | 23   | 5 ft 5 in (1.65 m)  | Zachary          |
| Maine                | Julia Frances Van Steenberghe    | 21   |                     | Old Town         |
| Maryland             | Taelyr Mackenzie Robinson        | 27   | 5 ft 10 in (1.78 m) | Annapolis        |
| Massachusetts        | Sabrina Kesha Victor             | 23   |                     | Brockton         |
| Míchigan             | Chanel Lanae Johnson             | 24   |                     | Southfield       |
| Minnesota            | Taylor Faith Fondie              | 22   |                     | Ham Lake         |
| Misisipi             | Asya Danielle Branch             | 22   | 5 ft 5 in (1.65 m)  | Booneville       |
| Misuri               | Megan Renee Kelly                | 22   |                     | Seymour          |
| Montana              | Merissa Underwood                | 27   | 5 ft 11 in (1.80 m) | Bozeman          |
| Nebraska             | Megan Julia Swanson              | 26   | 6 ft 0 in (1.83 m)  | Omaha            |
| Nevada               | Victoria Briele Olona            | 27   | 5 ft 8 in (1.73 m)  | Paradise         |
| Nueva Jersey         | Gina Mellish                     | 20   | 5 ft 9 in (1.75 m)  | Oceanport        |
| Nueva York           | Andreia Gibau                    | 24   | 5 ft 10 in (1.78 m) | Nueva York       |
| Nuevo Hampshire      | Alyssa Rose Fernandes            | 25   |                     | Merrimack        |
| Nuevo México         | Cecilia M. RodrÍguez             | 25   | 6 ft 0 in (1.83 m)  | South Valley     |
| Ohio                 | Sthephanie Marie Miranda Morales | 24   |                     | Campbell         |
| Oklahoma             | Mariah Jane Davis                | 24   | 5 ft 7 in (1.70 m)  | Moore            |
| Oregón               | Katerina Vivian Villegas         | 26   | 5 ft 8 in (1.73 m)  | Hillsboro        |
| Pensilvania          | Victoria Piekut                  | 23   | 5 ft 8 in (1.73 m)  | Irwin            |
| Rhode Island         | Jonét Nichelle Bolden            | 25   |                     | Providence       |
| Tennessee            | Justice Hope Enlow               | 25   |                     | Nashville        |
| Texas                | Taylor Leigh Kessler             | 23   | 5 ft 7 in (1.70 m)  | Houston          |
| Utah                 | Rachel Slawson                   | 25   | 5 ft 9 in (1.75 m)  | Park City        |
| Vermont              | Shannah Weller                   | 23   |                     | Essex Junction   |
| Virginia             | Susan Christine «Susie» Evans    | 26   | 5 ft 8 in (1.73 m)  | Poquoson         |
| Virginia Occidental  | Charlotte Lorena Bellotte        | 25   | 5 ft 11 in (1.80 m) | Charles Town     |
| Washington           | Imani Nia Blackmon               | 24   | 5 ft 7 in (1.70 m)  | Tacoma           |
| Wisconsin            | Gabriella Deyi                   | 27   | 5 ft 8 in (1.73 m)  | Madison          |
| Wyoming              | Lexington «Lexi» Lee Revelli     | 26   | 5 ft 11 in (1.80 m) | Lyman            |

### Suplencias
- Katie Bozner (Wyoming) renunció al título estatal debido a que se centró en su educación en la escuela de optometría, por lo que Lexi Revelli asumió el título tras ser primera finalista del certamen estatal.

## Datos acerca de las delegadas
Algunas de las delegadas del Miss USA 2019 han participado, o participarán, en otros certámenes de importancia:
- Kelly Hutchinson (Alabama) concursó sin éxito en Miss America's Outstanding Teen 2014.
- Jane Axhoj (Carolina del Norte) fue segunda finalista en Miss Teen USA 2015.
- Kalani Jorgensen (Dakota del Sur) y Kim Layne (Idaho) concursaron sin éxito en Miss Teen USA 2012.
- Cierra Jackson (Distrito de Columbia) y Macy Christianson (Dakota del Norte) participaron sin éxito en Miss America 2017.
- Monique Evans (Florida) y Megan Swanson (Nebraska) participaron en Miss America 2015, Evans se posicionó en el Top 16 .
- Alyssa Beasley (Georgia) se posicionó en el Top 12 de Miss America 2018.
- Samantha Neyland (Hawái), Morgan Kofoid (Iowa) e Imani Blackmon (Washington) participaron en Miss Teen USA 2013. Solamente, Neyland fue semifinalista.
- Olivia Pura (Illinois) y Gina Mellish (Nueva Jersey) concursaron en Miss Teen USA 2016. Sin embargo, Pura fue semifinalista
- Asya Branch (Misisipi) concursó sin éxito en Miss America 2019.
- Andreia Gibau (Nueva York) Ganó el Miss Earth United States 2017 en representación de Massachusetts y se posicionó en el Top 16 de Miss Tierra 2017.
- Sthephanie Miranda (Ohio) ganó el Miss Latinoamérica 2018 y participará en Miss Grand Internacional 2023.
- Katerina Villegas (Oregon) participó en Miss World America 2017 en representación de California y se posicionó en el Top 16
- Taylor Kessler (Texas) participó sin éxito en Miss Grand Internacional 2017.
- Susie Evans (Virginia) concursó sin xito en Miss Teen USA 2011.

Algunas de las delegadas nacieron o viven en otro país al que representarán, o bien, tienen un origen étnico distinto:
- Yesenia Vidales (Arizona) es de padres mexicanos.
- Allyshia Gupta (California) nació en Inglaterra y tiene cuarta ascendencia india.
- Hannah Jane Curry (Carolina del Sur) y Kim Layne (Idaho) tienen ascendencia filipina.
- Emily DeMure (Colorado) y Katerina Villegas (Oregon) nacieron en el estado de California.
- Macy Christianson (Dakota del norte) tiene ascendencia islandesa.
- Katie Guevarra (Delaware) tiene ascendencia puertorriqueña y hondureña.
- Cierra Jackson (Distrito de Columbia) y Samantha Neyland (Hawái) y Justice Enlow (Tennessee) nacieron en el estado de Georgia.
- Olivia Pura (Illinois) tiene ascendencia polaca, y es la primera generación polaca-americana.
- Sabrina Victor (Massachusetts) tiene ascendencia haitíana.
- Victoria Olona (Nevada) nació en el estado de Colorado.
- Andreia Gibau (Nueva York) nació en Cabo Verde.
- Cecilia Rodríguez (Nuevo México) y Victoria Olona (Nevada) tienen ascendencia mexicana, poseen doble nacionalidad.
- Alyssa Fernandes (Nuevo Hampshire) tiene ascendencia portuguesa.
- Sthephanie Miranda (Ohio) nació en Puerto Rico.

Otros datos significativos de algunas delegadas:
- Emily DeMure (Colorado) es atleta y jugadora de voleibol femenino de la Universidad de Colorado.[2]
- Samantha Neyland (Hawái) y Asya Branch (Misisipi)[3][4] Son las primeras afroamericanas en representar a dichos estados.
- Taelyr Robinson (Maryland) es actriz y protagonizó la serie de televisión The Vineyard.[5]
- Taylor Fondie (Minnesota) pertenece al grupo de porristas de Minnesota Vikings Cheerleader.[6]
- Jonét Nichelle (Rhode Island) forma parte del grupo de porristas New England Patriots Cheerleader.[7]
- Rachel Slawson (Utah) es bisexual y es la primera persona LGBT en concursar en Miss USA. Además, es diagnosticada con trastorno bipolar e intento acabar con su vida cuando tenía 19 años.[8]